# Saison 2022 du Storm de Seattle
La saison 2022 du Storm de Seattle est la 23e saison de la franchise en WNBA.

## Draft
| Tour | Choix | Joueur          | Poste | Nationalité | Provenance                      |
| ---- | ----- | --------------- | ----- | ----------- | ------------------------------- |
| 2    | 17    | Elissa Cunane   | C     | États-Unis  | North Carolina State University |
| 2    | 18    | Lorela Cubaj    | C     | Italie      | Georgia Tech                    |
| 2    | 21    | Evina Westbrook | G     | États-Unis  | UConn                           |
| 3    | 33    | Jade Melbourne  | G     | Australie   | Australie                       |

## Matchs

### Pré-saison
| Pré-saison Total: 2-0 (Domicile : 1-0; Extérieur : 1-0) |

| Match | Date match | Équipe      | Score   | Meilleur marqueur    | Meilleur rebondeur  | Meilleur passeur              | Lieux Spectateurs          | Série |
| ----- | ---------- | ----------- | ------- | -------------------- | ------------------- | ----------------------------- | -------------------------- | ----- |
| 1     | 23 avril   | Los Angeles | V 81-68 | Breanna Stewart (20) | Ezi Magbegor (8)    | Breanna Stewart (4)           | Climate Pledge Arena 5 734 | 1 - 0 |
| 2     | 28 avril   | @ Phoenix   | V 82-78 | Breanna Stewart (16) | Breanna Stewart (7) | Breanna Stewart, Sue Bird (4) | Footprint Center 2 759     | 2 - 0 |

### Saison régulière
| Saison régulière Total: 22-14 (Domicile : 13-5; Extérieur : 9-9) |

| Match | Date match | Équipe      | Score   | Meilleur marqueur         | Meilleur rebondeur    | Meilleur passeur    | Lieux Spectateurs           | Série |
| ----- | ---------- | ----------- | ------- | ------------------------- | --------------------- | ------------------- | --------------------------- | ----- |
| 1     | 6 mai      | Minnesota   | V 97-74 | Stewart, Jewell Loyd (17) | Breanna Stewart (8)   | Sue Bird (9)        | Climate Pledge Arena 12 904 | 1 - 0 |
| 2     | 8 mai      | @ Las Vegas | D 74-85 | Breanna Stewart (21)      | Breanna Stewart (8)   | Sue Bird (7)        | Michelob Ultra Arena 6 212  | 1 - 1 |
| 3     | 11 mai     | @ Phoenix   | D 77-97 | Jewell Loyd (26)          | Quatre joueuses (5)   | Sue Bird (6)        | Footprint Center 6 098      | 1 - 2 |
| 4     | 14 mai     | Phoenix     | D 64-69 | Jewell Loyd (26)          | Stephanie Talbot (14) | Trois joueuses (3)  | Climate Pledge Arena 12 453 | 1 - 3 |
| 5     | 18 mai     | Chicago     | V 74-71 | Ezi Magbegor (21)         | Stephanie Talbot (7)  | Sue Bird (7)        | Climate Pledge Arena 7 450  | 2 - 3 |
| 6     | 20 mai     | Los Angeles | V 83-80 | Breanna Stewart (28)      | Ezi Magbegor (11)     | Sue Bird (8)        | Climate Pledge Arena 10 103 | 3 - 3 |
| 7     | 27 mai     | New York    | V 79-71 | Breanna Stewart (31)      | Trois joueuses (9)    | Stewart, Prince (4) | Climate Pledge Arena 10 001 | 4 - 3 |
| 8     | 29 mai     | New York    | V 92-61 | Jewell Loyd (22)          | Jantel Lavender (10)  | Jewell Loyd (6)     | Climate Pledge Arena 10 228 | 5 - 3 |

| Match | Date match | Équipe        | Score   | Meilleur marqueur    | Meilleur rebondeur    | Meilleur passeur    | Lieux Spectateurs           | Série  |
| ----- | ---------- | ------------- | ------- | -------------------- | --------------------- | ------------------- | --------------------------- | ------ |
| 9     | 3 juin     | Dallas        | D 51-68 | Breanna Stewart (27) | Breanna Stewart (8)   | Briann January (7)  | Climate Pledge Arena 8 023  | 5 - 4  |
| 10    | 5 juin     | Connecticut   | D 86-93 | Ezi Magbegor (19)    | Ezi Magbegor (7)      | Jewell Loyd (7)     | Climate Pledge Arena 11 330 | 5 - 5  |
| 11    | 7 juin     | Atlanta       | V 72-60 | Jewell Loyd (26)     | Stewart, Magbegor (7) | Sue Bird (6)        | Climate Pledge Arena 7 262  | 6 - 5  |
| 12    | 10 juin    | @ Dallas      | V 89-88 | Breanna Stewart (32) | Breanna Stewart (11)  | Gabby Williams (9)  | College Park Center 3 292   | 7 - 5  |
| 13    | 12 juin    | @ Dallas      | V 84-79 | Breanna Stewart (25) | Breanna Stewart (8)   | Sue Bird (7)        | College Park Center 3 273   | 8 - 5  |
| 14    | 14 juin    | @ Minnesota   | V 81-79 | Breanna Stewart (29) | Gabby Williams (10)   | Gabby Williams (8)  | Target Center 6 031         | 9 - 5  |
| 15    | 17 juin    | @ Connecticut | D 71-82 | Breanna Stewart (19) | Breanna Stewart (7)   | Breanna Stewart (5) | Mohegan Sun Arena 7 088     | 9 - 6  |
| 16    | 19 juin    | @ New York    | V 81-72 | Gabby Williams (23)  | Stewart, Williams (9) | Jewell Loyd (7)     | Barclays Center 6 859       | 10 - 6 |
| 17    | 23 juin    | Washington    | V 85-71 | Jewell Loyd (22)     | Breanna Stewart (9)   | Sue Bird (8)        | Climate Pledge Arena 9 884  | 11 - 6 |
| 18    | 25 juin    | Los Angeles   | D 77-85 | Breanna Stewart (28) | Breanna Stewart (7)   | Sue Bird (6)        | Climate Pledge Arena 9 955  | 11 - 7 |
| 19    | 29 juin    | Las Vegas     | V 88-78 | Jewell Loyd (24)     | Ezi Magbegor (8)      | Bird, January (6)   | Climate Pledge Arena 9 499  | 12 - 7 |

| Match                   | Date match  | Équipe        | Score    | Meilleur marqueur    | Meilleur rebondeur    | Meilleur passeur    | Lieux Spectateurs                    | Série   |
| ----------------------- | ----------- | ------------- | -------- | -------------------- | --------------------- | ------------------- | ------------------------------------ | ------- |
| 20                      | 1er juillet | Indiana       | V 73-57  | Breanna Stewart (20) | Tina Charles (8)      | Jewell Loyd (7)     | Climate Pledge Arena 8 565           | 13 - 7  |
| 21                      | 3 juillet   | @ Atlanta     | D 76-90  | Breanna Stewart (19) | Ezi Magbegor (7)      | Prince, January (4) | Gateway Center Arena 3 138           | 13 - 8  |
| 22                      | 5 juillet   | @ Indiana     | V 95-73  | Jewell Loyd (25)     | Ezi Magbegor (11)     | Sue Bird (5)        | Indiana Farmers Coliseum 2 585       | 14 - 8  |
| 23                      | 7 juillet   | @ Los Angeles | V 106-69 | Breanna Stewart (23) | Ezi Magbegor (11)     | Jewell Loyd (7)     | Crypto.com Arena 6 389               | 15 - 8  |
| WNBA All-Star Game 2022 |             |               |          |                      |                       |                     |                                      |         |
| 24                      | 12 juillet  | Dallas        | V 83-74  | Breanna Stewart (19) | Tina Charles (9)      | Sue Bird (7)        | Climate Pledge Arena 9 486           | 16 - 8  |
| 25                      | 17 juillet  | Indiana       | V 81-65  | Breanna Stewart (25) | Stewart, Williams (8) | Sue Bird (6)        | Climate Pledge Arena 9 970           | 17 - 8  |
| 26                      | 20 juillet  | @ Chicago     | D 74-78  | Breanna Stewart (24) | Charles, Williams (6) | Bird, Loyd (4)      | Wintrust Arena 8 893                 | 17 - 9  |
| 27                      | 22 juillet  | @ Phoenix     | D 78-94  | Breanna Stewart (22) | Breanna Stewart (14)  | Trois joueuses (5)  | Footprint Center 14 162              | 17 - 10 |
| 28                      | 24 juillet  | Atlanta       | V 82-72  | Tina Charles (27)    | Tina Charles (15)     | Sue Bird (5)        | Climate Pledge Arena 12 654          | 18 - 10 |
| 29                      | 28 juillet  | @ Connecticut | D 83-88  | Breanna Stewart (17) | Tina Charles (10)     | Sue Bird (7)        | Mohegan Sun Arena 9 137              | 18 - 11 |
| 30                      | 30 juillet  | @ Washington  | V 83-77  | Breanna Stewart (18) | Tina Charles (9)      | Sue Bird (7)        | Entertainment and Sports Arena 4 200 | 19 - 11 |
| 31                      | 31 juillet  | @ Washington  | D 75-78  | Breanna Stewart (23) | Charles, Stewart (5)  | Sue Bird (7)        | Entertainment and Sports Arena 4 200 | 19 - 12 |

| Match | Date match | Équipe      | Score     | Meilleur marqueur    | Meilleur rebondeur   | Meilleur passeur   | Lieux Spectateurs           | Série   |
| ----- | ---------- | ----------- | --------- | -------------------- | -------------------- | ------------------ | --------------------------- | ------- |
| 32    | 3 août     | Minnesota   | V 89-77   | Breanna Stewart (33) | Breanna Stewart (8)  | Sue Bird (6)       | Climate Pledge Arena 13 500 | 20 - 12 |
| 33    | 7 août     | Las Vegas   | D 81-89   | Breanna Stewart (35) | Breanna Stewart (10) | Williams, Bird (6) | Climate Pledge Arena 18 100 | 20 - 13 |
| 34    | 9 août     | @ Chicago   | V 111-100 | Breanna Stewart (25) | Breanna Stewart (9)  | Sue Bird (8)       | Wintrust Arena 9 314        | 21 - 13 |
| 35    | 12 août    | @ Minnesota | V 96-69   | Tina Charles (23)    | Breanna Stewart (10) | Gabby Williams (7) | Target Center 12 134        | 22 - 13 |
| 36    | 14 août    | @ Las Vegas | D 100-109 | Breanna Stewart (35) | Breanna Stewart (10) | Williams, Bird (6) | Michelob Ultra Arena 10 015 | 22 - 14 |

### Playoffs
| Playoffs Total: 3-3 (Domicile : 3-1; Extérieur : 0-2) |

| Match | Date match | Équipe     | Score   | Meilleur marqueur    | Meilleur rebondeur   | Meilleur passeur   | Lieux Spectateurs           | Série |
| ----- | ---------- | ---------- | ------- | -------------------- | -------------------- | ------------------ | --------------------------- | ----- |
| 1     | 18 août    | Washington | V 86-83 | Breanna Stewart (23) | Breanna Stewart (12) | Gabby Williams (6) | Climate Pledge Arena 8 917  | 1 - 0 |
| 2     | 21 août    | Washington | V 97-84 | Breanna Stewart (21) | Breanna Stewart (10) | Sue Bird (10)      | Climate Pledge Arena 12 490 | 2 - 0 |

| Match | Date match  | Équipe      | Score         | Meilleur marqueur    | Meilleur rebondeur   | Meilleur passeur | Lieux Spectateurs                | Série |
| ----- | ----------- | ----------- | ------------- | -------------------- | -------------------- | ---------------- | -------------------------------- | ----- |
| 1     | 28 août     | @ Las Vegas | V 76-73       | Jewell Loyd (26)     | Tina Charles (18)    | Sue Bird (12)    | Mandalay Bay Events Center 9 944 | 1 - 0 |
| 2     | 31 août     | @ Las Vegas | D 73-78       | Breanna Stewart (32) | Tina Charles (9)     | Sue Bird (6)     | Mandalay Bay Events Center 9 755 | 1 - 1 |
| 3     | 4 septembre | Las Vegas   | D 98-110 (OT) | Breanna Stewart (20) | Breanna Stewart (15) | Sue Bird (8)     | Climate Pledge Arena 15 431      | 1 - 2 |
| 4     | 6 septembre | Las Vegas   | D 92-97       | Breanna Stewart (42) | Tina Charles (9)     | Sue Bird (8)     | Climate Pledge Arena 11 328      | 1 - 3 |

### Confrontations en saison régulière
| Conférence Est | Conférence Est                           | Conférence Est                           | Conférence Est                           | Conférence Est                           | Conférence Ouest                         | Conférence Ouest                         | Conférence Ouest                         | Conférence Ouest                         | Conférence Ouest                         |
| Équipe         | Domicile                                 | Domicile                                 | Extérieur                                | Extérieur                                | Équipe                                   | Domicile                                 | Domicile                                 | Extérieur                                | Extérieur                                |
| -------------- | ---------------------------------------- | ---------------------------------------- | ---------------------------------------- | ---------------------------------------- | ---------------------------------------- | ---------------------------------------- | ---------------------------------------- | ---------------------------------------- | ---------------------------------------- |
| Atlanta        | 72-60                                    | 82-72                                    | 76-90                                    |                                          | Dallas                                   | 51-68                                    | 83-74                                    | 89-88                                    | 84-79                                    |
| Chicago        | 74-71                                    |                                          | 74-78                                    | 111-100                                  | Las Vegas                                | 88-78                                    | 81-89                                    | 74-85                                    | 100-109                                  |
| Connecticut    | 86-93                                    |                                          | 71-82                                    | 83-88                                    | Los Angeles                              | 83-80                                    | 77-85                                    | 106-69                                   |                                          |
| Indiana        | 73-57                                    | 81-65                                    | 95-73                                    |                                          | Minnesota                                | 97-74                                    | 89-77                                    | 81-79                                    | 96-69                                    |
| New York       | 79-71                                    | 92-61                                    | 81-72                                    |                                          | Phoenix                                  | 64-69                                    |                                          | 77-97                                    | 78-94                                    |
| Washington     | 85-71                                    |                                          | 82-77                                    | 75-78                                    |                                          |                                          |                                          |                                          |                                          |
| Conférence     | 12-6 (Domicile : 8-1; Extérieur : 4-5)   | 12-6 (Domicile : 8-1; Extérieur : 4-5)   | 12-6 (Domicile : 8-1; Extérieur : 4-5)   | 12-6 (Domicile : 8-1; Extérieur : 4-5)   | Conférence                               | 10-8 (Domicile : 5-4; Extérieur : 5-4)   | 10-8 (Domicile : 5-4; Extérieur : 5-4)   | 10-8 (Domicile : 5-4; Extérieur : 5-4)   | 10-8 (Domicile : 5-4; Extérieur : 5-4)   |
| Total          | 22-14 (Domicile : 13-5; Extérieur : 9-9) | 22-14 (Domicile : 13-5; Extérieur : 9-9) | 22-14 (Domicile : 13-5; Extérieur : 9-9) | 22-14 (Domicile : 13-5; Extérieur : 9-9) | 22-14 (Domicile : 13-5; Extérieur : 9-9) | 22-14 (Domicile : 13-5; Extérieur : 9-9) | 22-14 (Domicile : 13-5; Extérieur : 9-9) | 22-14 (Domicile : 13-5; Extérieur : 9-9) | 22-14 (Domicile : 13-5; Extérieur : 9-9) |

## Classements
| Classement | Classement                | Classement | Classement | Classement | Classement | Classement | Classement |
| No         | Franchise                 | Vic.       | Def.       | MJ         | V/D        | GB         |            |
| ---------- | ------------------------- | ---------- | ---------- | ---------- | ---------- | ---------- | ---------- |
| 1          | x - Aces de Las Vegas     | 26         | 10         | 36         | .722       | -          |            |
| 2          | x - Sky de Chicago        | 26         | 10         | 36         | .722       | -          |            |
| 3          | x - Sun du Connecticut    | 25         | 11         | 36         | .694       | 1          |            |
| 4          | x - Storm de Seattle      | 22         | 14         | 36         | .611       | 4          |            |
| 5          | x - Mystics de Washington | 22         | 14         | 36         | .611       | 4          |            |
| 6          | x - Wings de Dallas       | 18         | 18         | 36         | .500       | 8          |            |
| 7          | x - Liberty de New York   | 16         | 20         | 36         | .444       | 10         |            |
| 8          | x - Mercury de Phoenix    | 15         | 21         | 36         | .417       | 11         |            |
|            |                           |            |            |            |            |            |            |
| 9          | o - Lynx du Minnesota     | 14         | 22         | 36         | .389       | 12         |            |
| 10         | o - Dream d'Atlanta       | 14         | 22         | 36         | .389       | 12         |            |
| 11         | o - Sparks de Los Angeles | 13         | 23         | 36         | .361       | 13         |            |
| 12         | o - Fever de l'Indiana    | 5          | 31         | 36         | .139       | 21         |            |

| 1 | Aces de Las Vegas     | 9 | 1 | 10 | +102 |
| 2 | Storm de Seattle      | 6 | 4 | 10 | +23  |
| 3 | Wings de Dallas       | 5 | 5 | 10 | +13  |
| 4 | Lynx du Minnesota     | 4 | 6 | 10 | +1   |
| 5 | Mercury de Phoenix    | 3 | 7 | 10 | -43  |
| 6 | Sparks de Los Angeles | 3 | 7 | 10 | -96  |

Playoffs
|  | Premier tour | Premier tour        | Premier tour       |                    |                    | Demi-finales      | Demi-finales | Demi-finales |  |  | Finale | Finale            | Finale |
|  |              |                     |                    |                    |                    |                   |              |              |  |  |        |                   |        |
|  | 1            | Aces de Las Vegas   | 2                  |                    |                    |                   |              |              |  |  |        |                   |        |
|  | 8            | Mercury de Phoenix  | 0                  |                    |                    |                   |              |              |  |  |        |                   |        |
|  | 8            | Mercury de Phoenix  | 0                  |                    | 1                  | Aces de Las Vegas | 3            |              |  |  |        |                   |        |
|  |              |                     |                    |                    | 1                  | Aces de Las Vegas | 3            |              |  |  |        |                   |        |
|  |              | 4                   | Storm de Seattle   | 1                  |                    |                   |              |              |  |  |        |                   |        |
|  | 4            | 4                   | Storm de Seattle   | 1                  | Storm de Seattle   | 2                 |              |              |  |  |        |                   |        |
|  | 4            |                     |                    |                    | Storm de Seattle   | 2                 |              |              |  |  |        |                   |        |
|  | 5            | Mystics Washington  | 0                  |                    |                    |                   |              |              |  |  |        |                   |        |
|  |              |                     |                    |                    |                    |                   |              |              |  |  | 1      | Aces de Las Vegas | 3      |
|  |              |                     | 3                  | Sun du Connecticut | 1                  |                   |              |              |  |  |        |                   |        |
|  | 2            | Sky de Chicago      | 2                  |                    |                    |                   |              |              |  |  |        |                   |        |
|  | 7            | Liberty de New York | 1                  |                    |                    |                   |              |              |  |  |        |                   |        |
|  | 7            | Liberty de New York | 1                  |                    | 2                  | Sky de Chicago    | 2            |              |  |  |        |                   |        |
|  |              |                     |                    |                    | 2                  | Sky de Chicago    | 2            |              |  |  |        |                   |        |
|  |              | 3                   | Sun du Connecticut | 3                  |                    |                   |              |              |  |  |        |                   |        |
|  | 3            | 3                   | Sun du Connecticut | 3                  | Sun du Connecticut | 2                 |              |              |  |  |        |                   |        |
|  | 3            |                     |                    |                    | Sun du Connecticut | 2                 |              |              |  |  |        |                   |        |
|  | 6            | Wings de Dallas     | 1                  |                    |                    |                   |              |              |  |  |        |                   |        |